# Wyłudki
Wyłudki [vɨˈwutki] est un village polonais de la gmina de Korycin dans le powiat de Sokółka et dans la voïvodie de Podlachie. Il se situe à environ 16 kilomètres à l'est de Korycin, à 24 kilomètres au nord-ouest de Sokółka et à 41 kilomètres au nord de Białystok. 